# 鄭述
鄭述，字季述，福建興化府莆田縣人，明朝政治人物。
永樂十九年（1421年）辛丑科進士。授刑部主事。宣德年間，擢惠州府知府，調南雄府知府。